# 深蒸し茶
深蒸し茶（ふかむしちゃ）は、茶の製造方法の一種で、生茶葉から煎茶を造る最初の工程である「蒸し」の時間を、1分から3分程度と長く取るものを深蒸し茶という。

## 概要
蒸す工程がある煎茶、かぶせ茶、蒸し製玉緑茶などに用いられる。製法上は玉露でもできるが、蒸す工程のない釜炒り茶は深蒸し茶にできない。

## 特徴

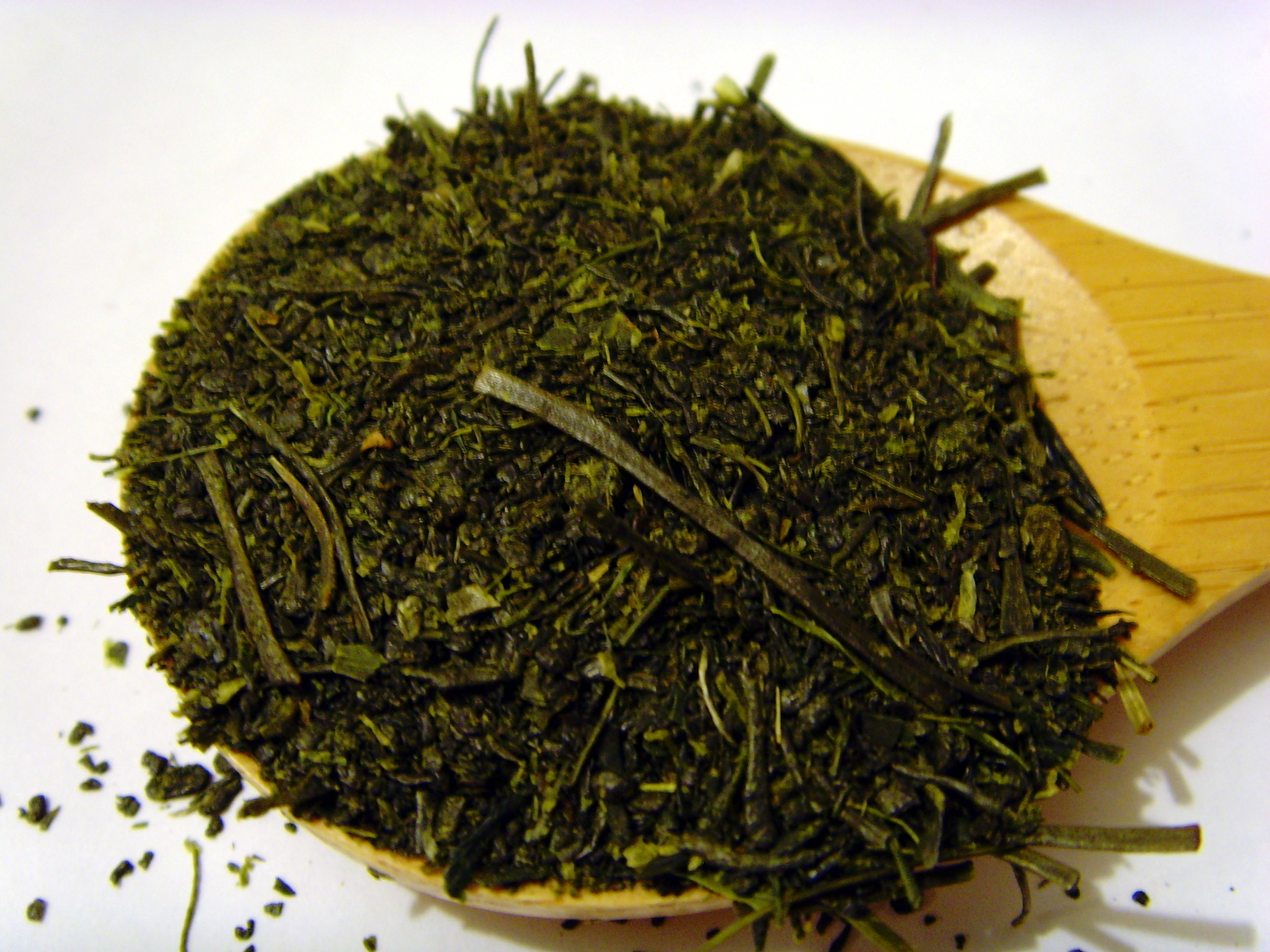
深蒸し茶の茶葉

緑茶製造の第一工程として、茶葉を通常は30秒から40秒程度蒸して茶葉の細胞を破壊し酸化酵素の活性を失わせる。60秒から100秒程度蒸すと深蒸し茶と呼ばれ、180秒まで蒸すものは特蒸し茶と呼ばれる。
静岡県の山間（やまあい）の本山茶や川根茶に比べ、お茶の里である牧之原を中心にした地域の茶葉は日照時間が長いため肉厚となり、従来の製茶方法では青臭さが残り旨みの抽出も少なくなることから深蒸し製法が採用された。蒸した後の処理によって粉茶状の茶葉が混ざるため、深蒸し茶は通常、深緑色で濁って見える。九州においては、被覆栽培されたものを深蒸し茶にするケースが多い。また、蒸し機の回転数を極端に上げ、茶の葉を粉砕したものを深蒸し茶といって販売されている場合もある。

## 歴史

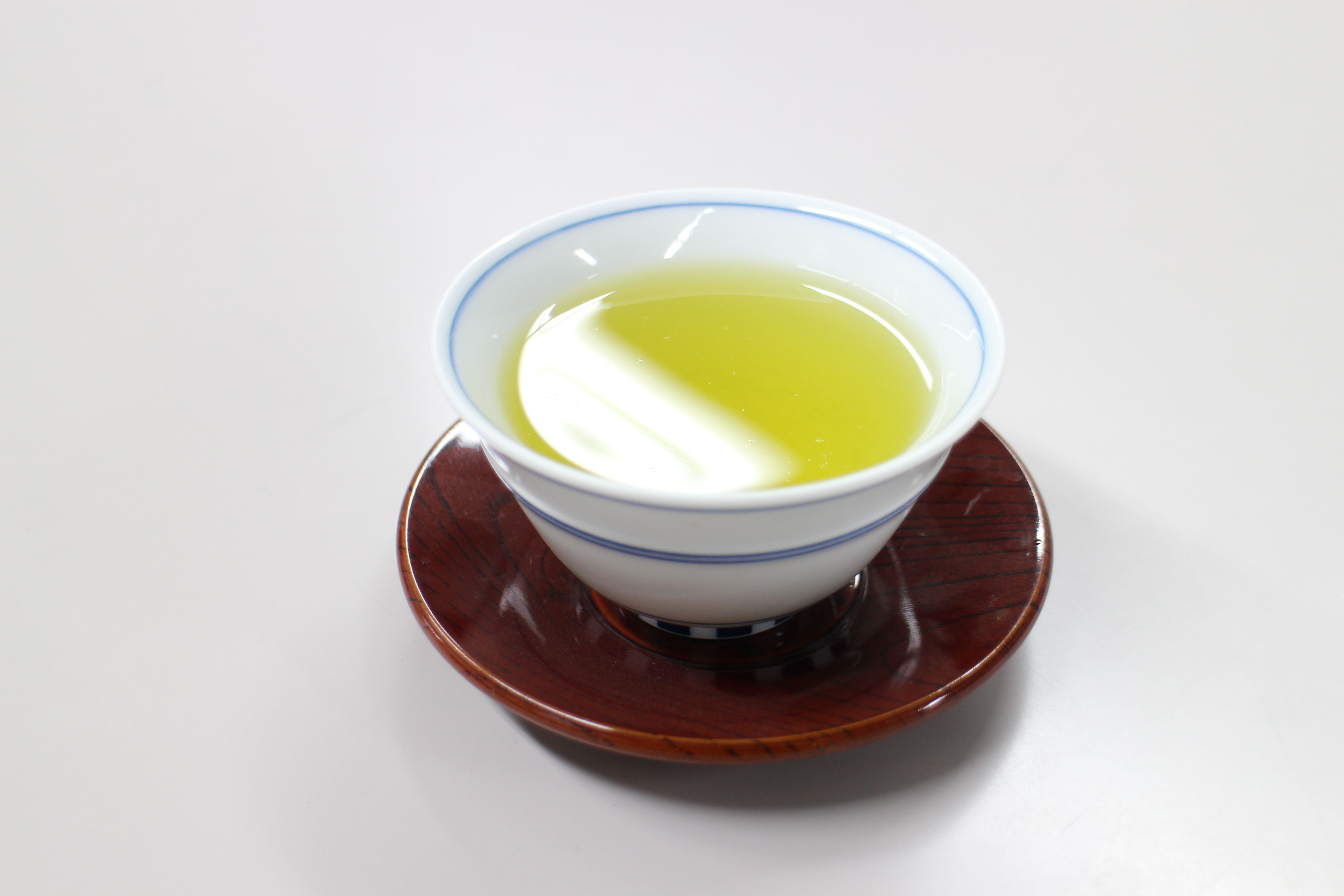
掛川茶で淹れた深蒸し茶

深蒸し茶の製法の確立には諸説あり、一概にどこの町で開発されたとは言えないが、昭和30年代から40年代初頭までに牧之原台地一帯で改良を続けながら製法が確立したとされる。現在、菊川市、牧之原市、掛川市、島田市が深蒸し発祥の地として名乗りをあげている。しかし、歴史的文献がないため、明確な深蒸し発祥の地の特定には至っていない。
牧之原台地は、平成の合併以前は榛原郡金谷町・榛原町・相良町・小笠郡小笠町・菊川町に区分けされ、平成の合併以降も島田市・牧之原市・菊川市の3市にまたがる台地であり、またもともと入会地であったために権利関係の交錯した場所でもあったため、過去幾度にもわたって町境の変更が行われている。

## 参考

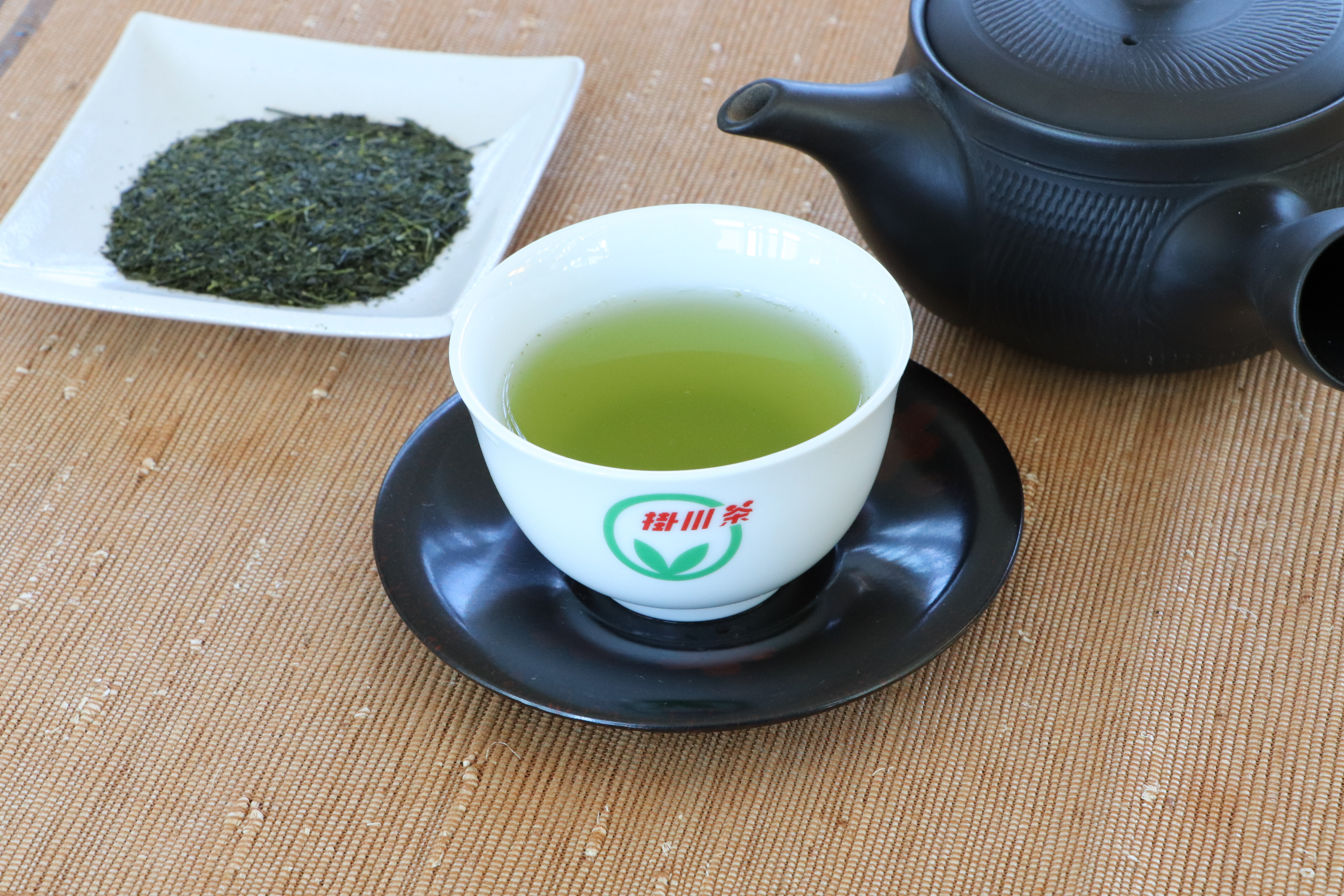
掛川茶で淹れた深蒸し茶

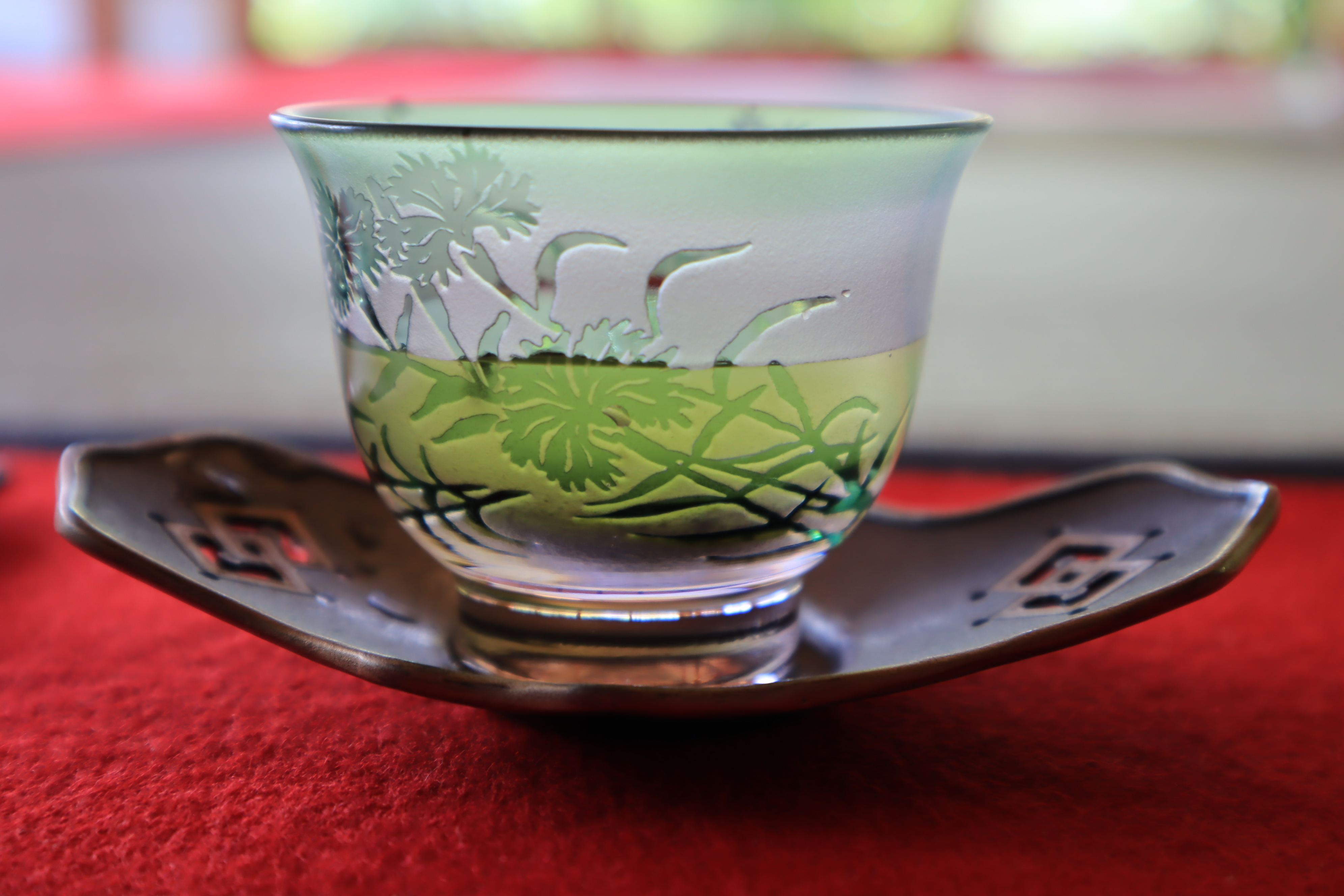
掛川茶で淹れた深蒸し冷茶

蒸し時間が10秒から20秒程度を浅蒸し茶（手揉み茶はこの部類が多い）、20秒から1分程度を普通蒸し茶と呼ぶ向きもあるが、製茶用語としてはあまり定着していない。
長い蒸し時間によって香りが弱くなるため、玉露などをブレンドして香りを補うことがある。
性質上、粉のように細かい葉が多くなりがちなので、急須の目詰まりを起こしやすい。しかし深蒸し茶用急須を使うことで、目詰まりを起こしにくくなる。
カルキ臭に強い特性がある、湯冷ましなどの温度調整が不要である、関東の水道水に合う、などの評価がある。
2011年1月12日のNHKためしてガッテン、さらに2011年1月21日のTBS「みのもんたの朝ズバッ!」の放送において静岡県掛川市の深蒸し茶が長寿に効果があると放映されたが、これは人口10万人以上の市町村に限定して平均余命を調査した結果として掛川市が注目されたもので、深蒸し茶の効能は掛川産のみならず、静岡県産の深蒸し茶であれば同様である。製造過程の特徴で「深蒸し茶」と命名されているものであり、「掛川市」の製法が他地域と異なるものではない。